# جي. هومر دورهام
جي. هومر دورهام (بالإنجليزية: G. Homer Durham) هو كاتب ترانيم أمريكي، ولد في 4 فبراير 1911، وتوفي في 10 يناير 1985 في مدينة سولت ليك في الولايات المتحدة.

## وصلات خارجية
- جي. هومر دورهام على موقع ميوزك برينز (الإنجليزية)